# Ducato di Filippopoli
Il Ducato di Filippopoli fu un ducato dell'Impero latino fondato dopo il crollo e la divisione dell'Impero bizantino nel 1204. Comprendeva la città di Filippopoli, odierna Plovdiv, e la regione circostante.

## Storia

### La nascita del ducato e gli scontri con il Secondo Impero Bulgaro
Il Ducato di Filippopoli sorse nel 1204 in seguito alla nascita dell'Impero latino di Costantinopoli, del quale fece parte fino alla sua fine. A differenza degli altri ducati nati nelle stesse circostanze, esso non è menzionato nel trattato che spartì l'Impero bizantino tra i membri della Quarta Crociata. Infatti, il suo primo duca, Renier de Trit, non era nemmeno tra i leader principali della crociata, ma si pensa fosse imparentato con Baldovino, poiché provenivano entrambi dall'Hainaut. Sin da subito la situazione fu disastrosa, e Renier si ritrovò ad affrontare una rivolta dei signori greci in Tracia, sostenuti dal sovrano bulgaro Kaloyan che, approfittando della fuga del duca a Stenimachos, conquistò Filippopoli. Essa tuttavia tornò a breve in mano all'Impero latino nel 1208 con la battaglia di Filippopoli.

### I trattati con Venezia
La Repubblica di Venezia, come per la maggior parte dei territori dell'Impero latino, rivendicava il dominio su tre ottavi del ducato e Gerard di Estreux, successore di Renier dal 1208, si dichiarò disposto a concedergli la sovranità su parte dei suoi possedimenti.

### La riconquista bulgara
Il territorio del ducato entrò infine a far parte del Secondo Impero Bulgaro dopo la vittoria dello zar Ivan Asen II nella battaglia di Klokotnica, nel 1230.